# Mulyodadi (Wonoayu)
Mulyodadi is een bestuurslaag in het regentschap Sidoarjo van de provincie Oost-Java, Indonesië. Mulyodadi telt 2037 inwoners (volkstelling 2010).